# Климовск
Климовск (на руски: Климовск) е микрорайон в Подолски градски окръг, град в Московска област, Русия. Населението му към през 2015 г. е 56 239 души.